# Joachim Hermann Ernst Schröder

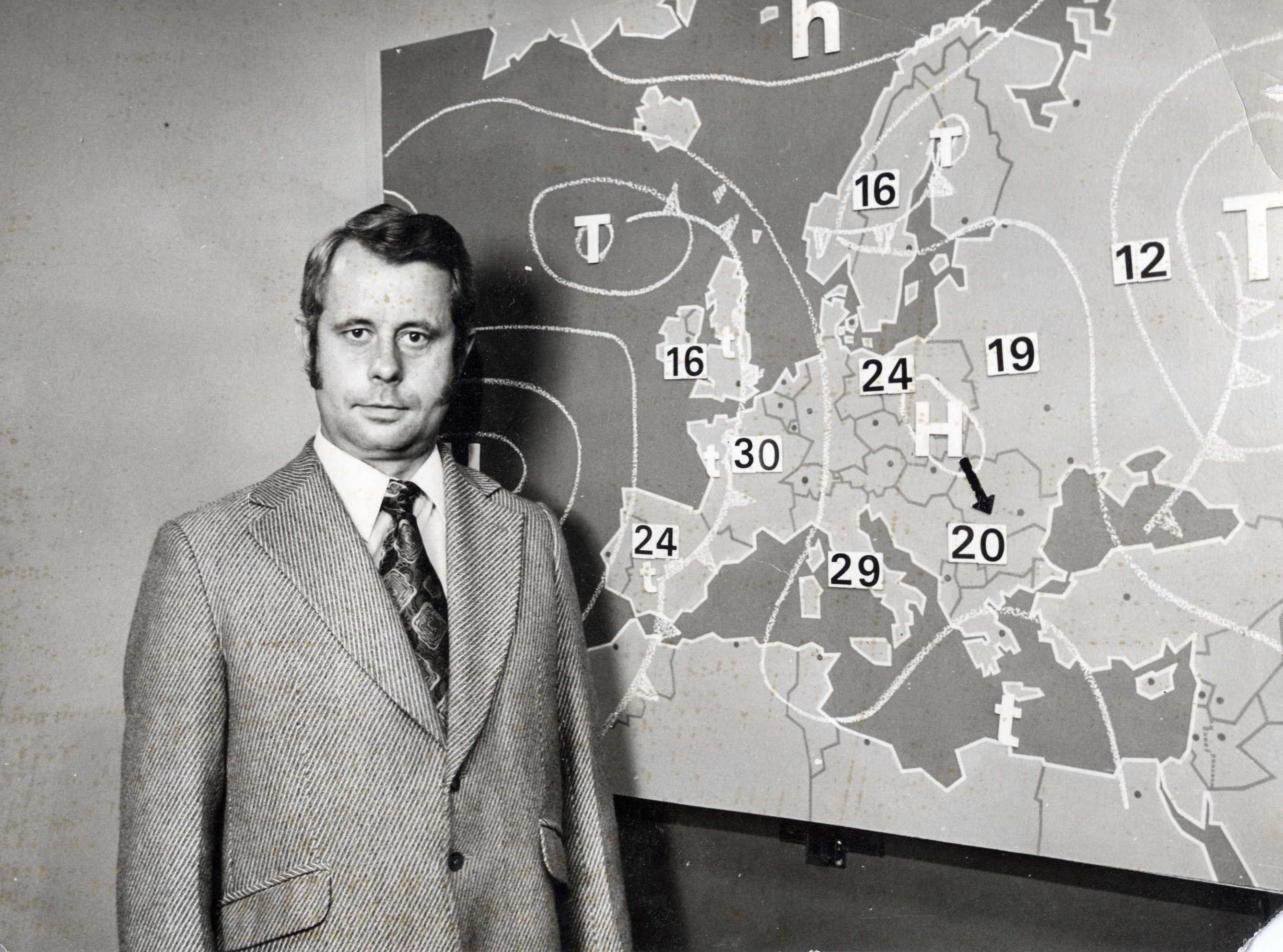
Joachim Schröder (1975)

Joachim Hermann Ernst Schröder (* 3. Oktober 1940 in Werder (Havel); † 3. Oktober 1991 in Potsdam) war ein  deutscher Diplom-Meteorologe, der für das Fernsehen der DDR und das Radio arbeitete.

## Leben
Joachim Hermann Ernst Schröder wurde als erstes von zwei Kindern in eine Obstzücherfamilie hineingeboren. Sein Vater war Gärtnermeister. Nach dem Besuch der POS in seiner Heimatstadt Werder (Havel) wechselte Joachim Schröder nach der achten Klasse an das Helmholtz-Gymnasium Potsdam, damals eine Erweiterte Oberschule. Dort legte er im Jahre 1959 das Abitur ab. Danach verrichtete er einen zweijährigen Dienst bei der NVA und nahm an der Universität Leipzig ein Studium der Meteorologie auf. Nach erfolgreichem Abschluss begann er im Jahre 1966 beim Meteorologischen Dienst in Potsdam zu arbeiten.
Joachim Schröder lebte in einem Obstzüchterhaus in Werder (Havel), das er von seinen Großeltern übernahm. In seiner Freizeit arbeitete er mit seinen Eltern im familiären Obstanbau. Er war verheiratet und hatte zwei Kinder.
Er starb an seinem 51. Geburtstag nach längerer Krankheit.

## Leistungen
Nach dem Beginn seiner beruflichen Tätigkeit fiel Joachim Schröder durch seine analytischen Fähigkeiten bei der damals noch notwendigen manuellen Auswertung der Wetterdaten auf. In der Folge bekam er leitende Aufgaben übertragen. Seit dem Ende der 1960er Jahre präsentierte er als Fernsehmeteorologe das Wetter in den Hauptnachrichten der DDR. Als die Ansage in der zweiten Hälfte der 1970er Jahre auf eine Hintergrundmoderation umgestellt wurde, übernahm er neben dem Aufbau der Wetterkarten auch diese. Die Sendungen wurden im Fernsehstudio der DDR in Berlin-Adlershof aufgezeichnet. Darüber hinaus präsentierte er das aktuelle Wetter im regionalen Potsdamer Radiosender.
Joachim Schröder gehörte einem Autorenkollektiv an, das ein Werk über das Leben und die Haltung von Brieftauben verfasste. Sein Beitrag bestand in einer Analyse über den Einfluss des Wetters auf das Flugverhalten der Brieftaube.

## Werke
- Die Brieftaube. Ein Fachbuch für Halter und Züchter von Brieftauben. Deutscher Landwirtschaftsverlag Berlin, 1994, S. 113 ff., ISBN 3-331-00662-9[2]
- Die Brieftaube. Ein Fachbuch für Halter und Züchter von Brieftauben., Bechtermünzverlag, Neuauflage, 1998, ISBN 978-3860477151